# Jeans Coops
Jeans Coops (fl. XX secolo) è stato un bobbista belga, campione mondiale nel bob a due a Sankt Moritz 1939, unico titolo iridato vinto da un equipaggio belga in qualsiasi disciplina del bob.

## Biografia
Attivo sul finire degli anni trenta come frenatore per la squadra nazionale belga, partecipò ad almeno una edizione dei campionati mondiali, conquistando la medaglia d'oro nel bob a due a Sankt Moritz 1939 in coppia con René Lunden. Fu l'unico titolo iridato vinto da un equipaggio belga in qualsiasi disciplina del bob.

## Palmarès

### Mondiali
- 1 medaglia:
  - 1 oro (bob a due a Sankt Moritz 1939).